# 成願寺 (名古屋市北区)
成願寺（じょうがんじ）は、愛知県名古屋市北区成願寺二丁目にある天台宗の寺院。

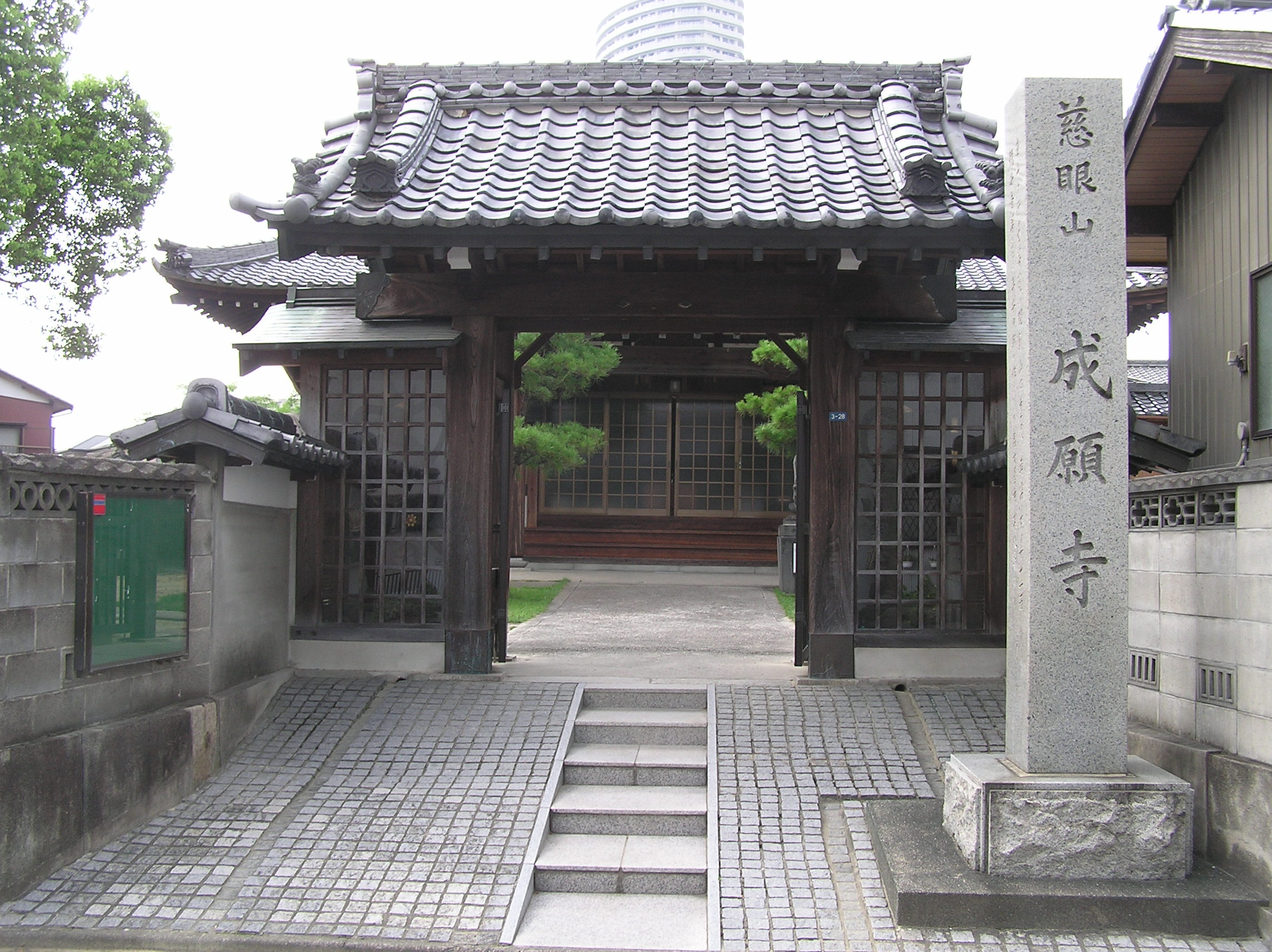
2007年当時の成願寺

## 概要
寺伝によれば天平17年（745年）の創建とされ、開基は行基であるという。当寺はこの地を支配していた安食・山田一族の菩提寺であり、旧寺号の「常観寺」は安食重頼の法号（常観坊隆憲）にちなむもので、中興の祖山田重忠が再建した際に現在の寺号に変更したものである。したがって、実質的な開基は安食重頼とみられる。
本尊の木造十一面観世音菩薩立像（名古屋市有形文化財）は行基作の寺伝を有するが、様式技法からみて、実際の制作は平安前期から平安中期とみられるという。
織田信長の家臣として取り上げられた太田牛一は、当寺で育ち、後に還俗したと伝わっている。
天野信景著『塩尻』では、「かつては中切・福徳・小田井等の寺院は当寺の坊舎であったと伝えられているが、今は貧民のすみかとなっている」、「聖徳寺や中切村乗円寺などは、当寺の支院だったが、今は立場が逆転している」などと、かつての繁栄ぶりとその後の凋落ぶりを伝えている。
1933年（昭和8年）、矢田川の改修工事に伴って現在地に移転。元の境内は矢田川の敷地となっている。
2009年（平成21年）、中興開山800年を記念して本堂を改築が完了した。設計は石橋徳川建築設計所の石橋利彦と紀州徳川家第19代当主徳川宜子が行った。

## 交通アクセス
- 名古屋市営地下鉄名城線 - 黒川駅から名古屋市営バス
- 名古屋市営バス -  安井町停留所または安井町西停留所から徒歩
- 名古屋市営バス - 中切町停留所または中切町四丁目停留所から徒歩